# Höjdarskolan: Sky High
Höjdarskolan: Sky High är en actionkomedi/superhjältefilm med Kurt Russell och Kelly Preston i huvudrollerna.

## Rollista (i urval)
- Michael Angarano – William "Will" Theodore Stronghold
- Kurt Russell – Steve Stronghold / The Commander
- Kelly Preston – Josie DeMarco-Stronghold / Jetstream
- Danielle Panabaker – Layla Williams
- Mary Elizabeth Winstead – Gwendolyn "Gwen" Grayson / Royal Pain / Sue Tenny
- Steven Strait – Warren Peace
- Lynda Carter – Principal Powers